# José Miró Cardona
José Miró Cardona (L'Havana, 22 d'agost del 1902 – San Juan de Puerto Rico, 10 d'agost del 1972) va ser un advocat i professor cubà que presidí, per poc temps, el govern Urrutia, que succeí Fulgencio Batista a Cuba.
Miró fou fill del català i heroi de la guerra d'Independència cubana Josep Miró i Argenter. Va ser catedràtic de la Universitat de l'Havana. Opositor a la dictadura de Batista, fou primer ministre sota la presidència de Manuel Urrutia Lleó, del 5 de gener al 16 de febrer del 1959, quan el reemplaça Fidel Castro. Nomenat ambaixador de Cuba a Espanya, a finals del 1960 decidí exiliar-se i es convertí en un dels principals opositors del règim castrista. Vinculat a l'intent d'invasió de Bahía de Cochinos, estava estipulat que en cas d'èxit esdevindria President Provisional de Cuba.